# Megachile concinna
Megachile concinna är en biart som beskrevs av Smith 1879. Megachile concinna ingår i släktet tapetserarbin, och familjen buksamlarbin. Inga underarter finns listade i Catalogue of Life.